# F-1 Trillion
F-1 Trillion és el sisè àlbum d'estudi del músic nord-americà Post Malone. Es va llançar a través de Republic i Mercury Records el 16 d'agost de 2024. L'àlbum inclou artistes convidats com Morgan Wallen , Blake Shelton i Luke Combs. La producció va estar a càrrec de Louis Bell , Charlie Handsome i Hoskins.
L'àlbum va ser precedit pel llançament de tres senzills, I Had Some Help, Pur Me a Drink i Guy for That, en els quals participen Wallen, Shelton i Combs, respectivament. Es tracta d'una "continuació" de l'àlbum anterior de Post Malone, Austin (2023).

## Contingut
L'àlbum marca la transició de Malone a la música country i compta amb col·laboracions de diversos artistes convidats, famosos en aquest gènere, com són: Tim McGraw, Hank Williams Jr., Morgan Wallen, Blake Shelton, Dolly Parton, Brad Paisley, Luke Combs, Lainey Wilson, Jelly Roll, Ernest, Sierra Ferrell, Chris Stapleton, HARDY i Billy Strings . La producció va ser a càrrec d'en Louis Bell, en Charlie Handsome i en Hoskins. F-1 Trillion serveix com a continuació de l'àlbum anterior de Post Malone, Austin (2023).
L'àlbum comptà amb una promoció prèvia mitjançant el llançament de tres senzills que apareixerien després en el mateix repertori de F-1 Trillion: " I Had Some Help ", " Pour Me a Drink " i " Guy for That ". Un cop llançat, F-1 Trillion va rebre crítiques majoritàriament positives dels crítics musicals. De fet, va ésser un àlbum polèmic dins del món de la música country als Estats Units. Això, pel rerefons de Post Malone, qui era conegut pel seu èxit com a raper, trapper i cantant pop.
Certs referents del country (com ara en Brad Peasly o en Luke Combs) van defensar a Malone i la seva incursió en el simbòlic gènere americà, servint com un aval clau, previ a l'acceptació per part del públic general (que també va rebre F-1 Trillion de bona manera).
Una altra celebritat que va aplanar el camí a Malone (per a endinsar-se a l'escena country) va ser l'actor Matthew McConaughey, quan l'any 2021 va convidar al cantant a realitzar un concert benèfic de cançons country. L'esdeveniment va formar part de "We're Texas", en ajut dels ciutadans texans afectats per les tempestes d'hivern en aquell any a l'Estat de Texas (on Malone va créixer).